# Asperö
Asperö es una pequeña isla que posee una superficie de 32,69 hetcáreas y además una localidad situada en el municipio de Gotemburgo, en el condado de Västra Götaland, en el país europeo de Suecia. Tenía 402 habitantes en 2010. Se encuentra en el archipiélago de Gotemburgo del Sur